# Önusträsket, Västerbotten
Önusträsket är en sjö i Norsjö kommun i Västerbotten och ingår i Skellefteälvens huvudavrinningsområde. Sjön har en area på 0,622 kvadratkilometer och ligger 236 meter över havet. Sjön avvattnas av vattendraget Önusbäcken via Dalselet och Dammselet till Örträsktjärnen.

## Delavrinningsområde
Önusträsket ingår i det delavrinningsområde (721994-167521) som SMHI kallar för Mynnar i Malån. Medelhöjden är 251 meter över havet och ytan är 24,01 kvadratkilometer. Det finns inga avrinningsområden uppströms utan avrinningsområdet är högsta punkten. Örträskbäcken som avvattnar avrinningsområdet har biflödesordning 3, vilket innebär att vattnet flödar genom totalt 3 vattendrag innan det når havet efter 90 kilometer. Avrinningsområdet består mestadels av skog (76 procent) och sankmarker (11 procent). Avrinningsområdet har 0,96 kvadratkilometer vattenytor vilket ger det en sjöprocent på 4 procent.